# Garmdarreh
Garmdarreh (farsi گرمدره) è una città dello shahrestān di Karaj, circoscrizione Centrale, nella provincia di Alborz in Iran. Aveva, nel 2006, una popolazione di 12.738 abitanti. Si trova a sud-est di Karaj.